# Guaraniticus flavimaculatus
Guaraniticus flavimaculatus is een hooiwagen uit de familie Gonyleptidae.